# Kenneth H. Tuggle

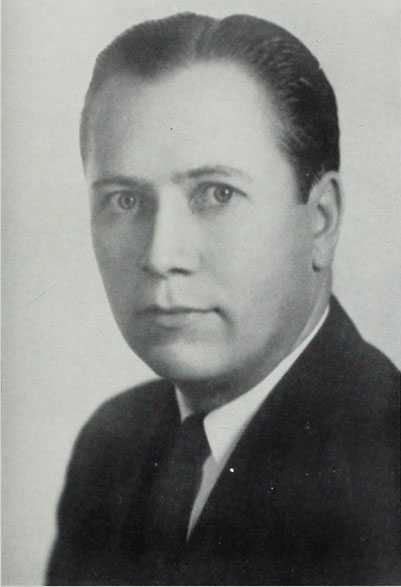
Kenneth H. Tuggle

Kenneth Herndon Tuggle (* 12. Juni 1904 in Barbourville, Kentucky; † 17. Februar 1978 in Louisville, Kentucky) war ein US-amerikanischer Politiker. Zwischen 1943 und 1947 war er Vizegouverneur des Bundesstaates Kentucky.

## Werdegang
Kenneth H. Tuggle war das einzige Kind von Jesse D. Tuggle und Sue Gregory Root. Sein Vater war ein bekannter Anwalt. Er war Bezirksrichter und Bezirksstaatsanwalt.
Er besuchte die öffentlichen Schulen, unter anderem das Union College in Barbourville. 1925 erlangte er den Bachelor of Arts an der University of Kentucky und 1926 den Bachelor of Laws. Unmittelbar darauf erhielt er seine Anwaltszulassung. Von 1927 bis 1931 arbeitete er als Rechtsberater der Stadt. Danach arbeitete er bis 1953 als Anwalt und besonderer rechtlicher Vertreter der örtlichen Verwaltung.
1934 war er Mitgründer der Union National Bank of Barbourville und deren anfänglicher Präsident sowie Aufsichtsratsvorsitzender. Den Posten des Aufsichtsratsvorsitzenden hatte er bis 1953 inne. Daneben war er noch im Aufsichtsrat mehrerer örtlicher Unternehmen vertreten.
Gleichzeitig schlug er als Mitglied der Republikanischen Partei eine politische Laufbahn ein. Im Jahr 1939 kandidierte er erfolglos für das Amt des Attorney General seines Staates. 1943 wurde Tuggle an der Seite von Simeon S. Willis zum Vizegouverneur von Kentucky (Stellvertreter) gewählt. Dieses Amt bekleidete er zwischen 1943 und 1947. Dabei war er von 1944 bis 1946 auch Vorsitzender des Staatssenats.
In den Jahren 1948 und 1952 nahm er als Delegierter an den jeweiligen Republican National Conventions teil.
Am 28. Juli 1953 wurde er von Präsident Dwight D. Eisenhower für den vakanten Sitz von Walter M. W. Splawn in der Interstate Commerce Commission mit einer restliche Amtszeit bis zum 31. Dezember 1954 nominiert. Nach der Bestätigung durch den US-Senat am 31. Juli 1953 legte er am 8. September 1953 den Amtseid ab. Er wurde dreimal mit einer gesamten Amtszeit bis zum 31. Dezember 1975 von den Präsidenten Eisenhower, Kennedy und Johnson wiedernominiert. 1959 war er turnusgemäß Vorsitzender der Behörde. Ab 1960 verantwortete er den Bereich Finanzen. 1974 erreichte er mit seinem 70. Geburtstag das reguläre Ende seiner Amtszeit. Durch eine Verfügung des Präsidenten Richard Nixon wurde die Amtszeit verlängert, um die Problematik um die Neuordnung des Schienenverkehrs im Nordosten der Vereinigten Staaten (Penn Central-Konkurs/Gründung Conrail) zum Abschluss zu bringen. Am 31. Juli 1975 trat er zurück, nachdem er bereits seit Anfang des Jahres an Herzproblemen litt.
Tuggle war Mitglied mehrerer juristischer Vereinigungen und langjähriges Mitglied des Aufsichtsrates des Union College in Barbourville. 1947 wurde ihm vom Union College ein Doctor of Laws ehrenhalber verliehen.
Er starb am 17. Februar 1978 in Louisville und wurde in Barbourville beigesetzt.
Kenneth H. Tuggle war seit 1937 verheiratet mit Vivian Shirley (1914–1977) und hatte mit ihr zwei Kinder.